# Манастирски ливади (жилищен комплекс)
 Тази статия е за жилищния комплекс в София.  За съседния квартал вижте Манастирски ливади.  За малкия жилищен комплекс в западния му край вижте Манастирски ливади - Б.
Жилищен комплекс „Манастирски ливади“ е квартал в София, България, разположен в район „Триадица“, югозападно от центъра на града.
Кварталът се развива от 90-те години на XX век върху свободни терени – в миналото ливади на Драгалевския манастир – югоизточно от по-стария квартал „Манастирски ливади“, който го огражда от юг и запад, заедно с малкия жилищен комплекс „Манастирски ливади - Б“. Разположен е южно от улица „Тодор Каблешков“, която го отделя от квартал „Гоце Делчев“, а на югоизток граничи с квартал „Кръстова вада“.

## Улици и произход на имената им
| Път                     | Наречен на                                            | Местоположение |
| ----------------------- | ----------------------------------------------------- | -------------- |
| „408“                   | –                                                     | Карта          |
| „409“                   | –                                                     | Карта          |
| „413“                   | –                                                     | Карта          |
| „Акад. Георги Наджаков“ | Георги Наджаков (1896 – 1981), физик                  | Карта          |
| „Боян Петров“           | Боян Петров (1973 – 2018), алпинист                   | Карта          |
| „Боянски водопад“       | Боянски водопад, водопад на Боянската река            | Карта          |
| „Васил Стефанов“        | ?                                                     | Карта          |
| „Григор Чешмеджиев“     | Григор Чешмеджиев (1879 – 1945), политик              | Карта          |
| „Златните мостове“      | Златните мостове, местност на Витоша                  | Карта          |
| „Златю Бояджиев“        | Златьо Бояджиев (1903 – 1976), художник               | Карта          |
| „Иван Кирков“           | Иван Кирков (1932-2010), художник                     | Карта          |
| „Костенски водопад“     | Костенски водопад, водопад на Стара река в Ихтиманско | Карта          |
| „Луи Айер“              | Луи Айер (1865 – 1916), швейцарски спортен деятел     | Карта          |
| „Майор Павел Павлов“    | Павел Павлов (1911 – 1943), офицер                    | Карта          |
| „Манфред Вьорнер“       | Манфред Вьорнер (1934 – 1994), германски политик      | Карта          |
| „Тодор Джебаров“        | Тодор Джебаров (1850 – 1945), политик                 | Карта          |
| „Тодор Хаджистанчев“    | Тодор Хаджистанчев (1849 – 1903), общественик         | Карта          |
| „Флора“                 | Флора, растителността в дадена област                 | Карта          |
| „Хенрик Ибсен“          | Хенрик Ибсен (1828 – 1906), норвежки драматург        | Карта          |
| „Цанко Лавренов“        | Цанко Лавренов (1896 – 1978), художник                | Карта          |
| „Чудните мостове“       | Чудните мостове, скално образувание в Родопите        | Карта          |
| „Шарл Шампо“            | Шарл Шампо (1865 – ?), швейцарски спортист            | Карта          |